# Валерій Гелашвілі
Валерій Гелашвілі ( груз . ვალერი გელაშვილი; нар. 18 січня 1960), грузинський політик і бізнесмен. Він був депутатом парламенту Грузії у 1999-2003, 2003-2005, 2012-2016.

## Біографія
Валерій Гелашвілі народився 18 січня 1960 року в селі Ханшурі.
У 1976 році він закінчив середню школу № 3 Закавказької залізниці .
З 1977 по 1981 рік навчався в Інституті фізичної культури Інституту фізичної культури Грузії.
З 1981 по 1991 рік працював учителем фізичної культури.
З 1991 по 1999 рік він був генеральним директором закритого спільного підприємства V & G.
У період 1999-2003 років він був мажоритарним депутатом у окрузі Хашурі парламенту Грузії.
У 2003 році парламентська більшість надала йому право бути мажоритарним депутатом. Однак 14 липня 2005 року після жорстокого нападу за політичному ґрунті він покинув парламентську діяльність.
З 2006 по 2012 рік він повернувся на посаду генерального директора V & G.
У 2011-2012 роках був директором ТОВ «Євра».
З 2012 року є прихильником партії «Грузинська мрія».
Того ж року він став депутатом до 2016 року 
Крім усіх своїх підприємств, він також є єдиним акціонером будівельної компанії "Літ Гео Інвест".

## Напад
Зазнав нападу в Тбілісі 14 липня 2005 року, в результаті чого зазнав серйозних травм обличчя. Обвинувачення стверджувало, що конфлікт між Гелашвілі та Саакашвілі через будинок першого, який завершився коментарем Гелашвілі пресі про особисте життя тодішнього президента, спонукав Саакашвілі до помсти. Прокуратура стверджувала, що Саакашвілі наказав тодішньому міністру внутрішніх справ Вано Мерабішвілі та Департаменту спеціальних операцій на чолі з Ерекле Кодуа побити Гелашвілі.
У 2018 році муніципальний суд Тбілісі заочно засудив екс-президента Михайла Саакашвілі до трьох років позбавлення волі за зловживання владою у справі про напад на Гелашвілі.